# Hafen Smalininkai

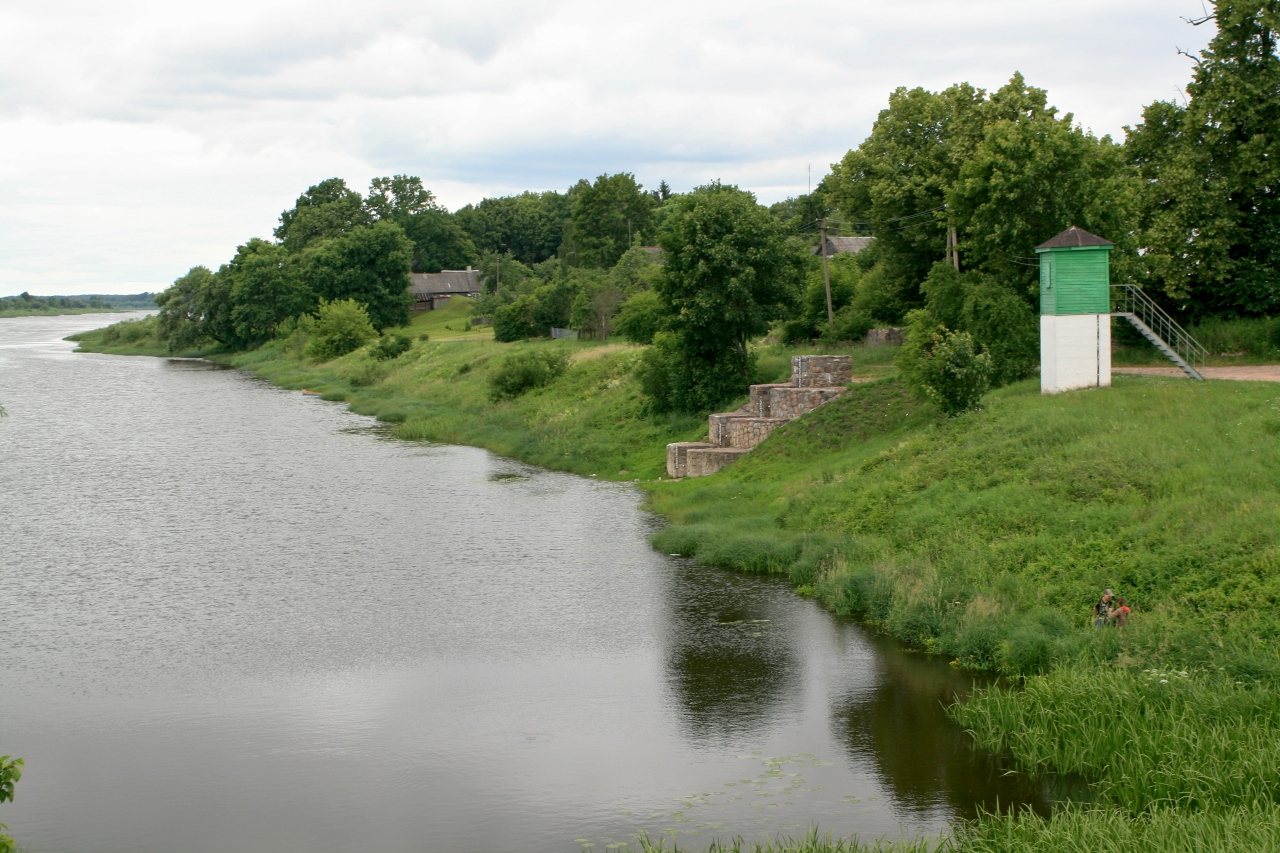
Hafen Smalininkai (2009)

Der Hafen Smalininkai war ein Binnenhafen in Litauen. Er befand sich am Fluss Memel in Smalininkai, Rajongemeinde Jurbarkas.
Der Hafen von Smalininkai war nicht sehr groß, wurde aber viel intensiver genutzt als der Hafen  Jurbarkas. Hier wurden sowohl Fracht als auch Passagiere transportiert. Zum Hafen Smalininkai führte auch eine Eisenbahn. Einige Flussschiff-Werkstätten wurden hier auch gebaut.

## Geschichte
Der Kai ist seit der Gründung der Stadt Smalininkai hier. Um die Schiffe jedoch vor dem Eis der Frühlingsfluten zu schützen, wurde 1837 ein Winterhafen gebaut. Er war für Lastkähne ausgelegt, aber in der zweiten Hälfte des 19. Jahrhunderts tauchten auf der Memel Dampfer auf, so dass der Hafen von 1886 bis 1888 erweitert wurde. Der Damm wurde angehoben und auf 400 Meter verlängert, und die Kais wurden gepflastert. Im Hafen war ständig Leben. Jedes Schiff, das auf der Memel fuhr, musste hier anhalten, um die Zollkontrolle zu passieren. In Smalininkai, in der Nähe des Hafens, gab es eine Werft, auf der Schiffe mit einer Länge von bis zu 30 Metern hergestellt wurden. Auch im Winter gab es keinen leeren Hafen. Bis zu 60 Schiffe blieben hier für den Winter.